# Terápiás hatások
A terápiás hatások bármilyen kezelésre adott választ vagy válaszokat jelentik, amelyek hatásait hasznosnak és kedvezőnek ítélnek meg. Ez akkor is igaz, ha a hatás elvárt vagy véletlen, vagy akár  nem szándékos következmény.
Egy kedvezőtlen hatás (beleértve a nocebót) ennek az ellentéte, és káros vagy nem kívánt reakciót, reakciókat jelent. Ami meghatározó a terápiás és a mellékhatás között, az a helyzet milyensége és a kezelés célja alapján határozható meg. Semmi magától értetődő különbség nem választja el a terápiás és a nem kívánt mellékhatásokat: mindkét válasz viselkedésbeli/élettani változás, amely a kezelési módszerre vagy ágensre adott válaszként fordul elő.

## Fordítás
Ez a szócikk részben vagy egészben  a   Therapeutic effect című angol Wikipédia-szócikk fordításán alapul.  Az eredeti cikk szerkesztőit annak laptörténete sorolja fel. Ez a jelzés csupán a megfogalmazás eredetét és a szerzői jogokat jelzi, nem szolgál a cikkben szereplő információk forrásmegjelöléseként.